# Kiko Casilla
Francisco Casilla Cortés, ismertebb nevén Kiko Casilla (Alcover, 1986. október 2. –) spanyol válogatott labdarúgó.

## Pályafutása
A Gimnàstic és a Real Madrid akadémiáján nevelkedett. A Real Madrid Castilla csapatában eltöltött két szezon alatt 5 bajnoki mérkőzésen szerepelt, Jordi Codina és David Cobeño mögött csak harmadszámú hálóőr volt, majd érkezett a csapathoz Antonio Adán Cobeño távozását követően.
2007 augusztusában ingyen igazolt az RCD Espanyol csapatába, ahol a tartalék csapatban kapott lehetőséget. Egy szezont töltött el a tartalékok között, mint kezdő kapus. 2008. január 20-án debütált a felnőtt csapatban a spanyol labdarúgó első osztályban a Real Valladolid ellen a mérkőzés 48. percében, miután Iñaki Lafuente megsérült a mérkőzésen. Ebben a hónapban az Arsenal is érdeklődés mutatott Casilla iránt. Carlos Kameni mögött csak másodszámú kapusként számítottak rá, de miután érkezett a csapathoz Cristian Álvarez Casilla kölcsönbe került a Cádiz CF csapatához a spanyol labdarúgó harmadosztályába. Szerződés lejárta előtt ezt a kölcsön szerződést meghosszabbították. 2010. augusztus 31-én ismét kölcsönbe került, ekkor a Cartagena csapatába. Miután visszatért az Espanyolhoz beverekedte magát a kezdőcsapatba. Az Espanyol sokáig stabil középcsapatnak számított vele. Miután Iker Casillas távozott a Real Madridtól, leszerződtették cserekapusnak Keylor Navas mögé. 2019. január 17-én az angol Leeds United csapatához szerződött négy és fél évre. Kilenc nappal később a Rotherham United elleni 2–1-re megnyert mérkőzésen mutatkozott be. 2021. július 12-lén kölcsönben az Elche klubjába került egy szezonra. 2022. augusztus 10-én aláírt a Getafe csapatához.

## Válogatott
2014. augusztus 29-én Vicente del Bosque szövetségi kapitány behívta a francia labdarúgó-válogatott és a macedón labdarúgó-válogatott elleni mérkőzésre készülő 23 fős keretébe Iker Casillas és David de Gea mögött harmadik hálóőrnek. November 18-án debütált a válogatottban a német labdarúgó-válogatott elleni felkészülési mérkőzésen a 77. percben Iker Casillas cseréjeként.

## Sikerei, díjai
- Real Madrid:
  - Spanyol bajnok: 2016–17
  - Bajnokok ligája: 2015–16, 2016–2017, 2017–2018
  - Európai-szuperkupa: 2016, 2017
  - FIFA-klubvilágbajnokság: 2016, 2017, 2018

Leeds United
  - EFL Championship bajnok: 2019–20